# Alianza para la Investigación en Políticas y Sistemas de Salud

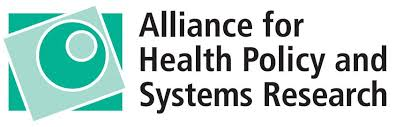

La Alianza para la Investigación en Políticas y Sistemas de Salud es una colaboración internacional con sede en Suiza, establecida por la Organización Mundial de la Salud. Desde su creación en 1999, el objetivo de la Alianza ha sido promover la generación y el uso de la política de salud y los sistemas de investigación como un medio para mejorar los sistemas de salud de los países de bajos y medianos ingresos.